# ワルツ

ワルツを踊る男女

ワルツ（英: waltz、英語発音: [wɔːlts] （ウォールツ）、仏: valse（ヴァルス）、独: Walzer（ヴァルツァー））もしくは円舞曲（えんぶきょく）とはテンポの良い淡々とした舞曲、及びそれに合わせて踊るダンスを言う（→ワルツ (ダンス) ）。舞曲は3拍子が一般的である。

## 歴史
西オーストリア・南ドイツ（ハプスブルク帝国）起源で、13世紀頃から今日のチロル州とバイエルン州の農民が踊っていたヴェラー (Weller) というダンスから成立した。単純なリズムなので平行してフランスでも類似した踊りは存在していたと思われるが（ワルツ発祥の地を主張する言論は他にポーランドなどにも存在する）、前身形態のドイツ舞曲からモーツァルト、ベートーヴェン、シューベルトら名だたる大作曲家が手がけて発展させ、シュトラウス父子が爆発的に普及させたことからドイツ民族を代表する舞曲として位置づけられることが多い。音楽用語の「アラ・テデスカ」（ドイツ風に）も、おおむねワルツ風のリズムを指し示す。
ヴェラーは、ゲルマン文化初の男女が体を接して共に回るダンスであったが、汚らわしいという理由からハプスブルク帝国時代、長年に亘って法律的に禁止されていた。しかし監視の目が届かないアルプスの渓谷の奥では、厳しい生活の中、ヴェラーは農民の数少ない娯楽であった。このヴェラーが16世紀に入ってからインスブルックなどの都市に住む住民にも伝わり、渓谷に住む農民のみではなく、各町村の住民も踊るようになる。しかし都市の住民は当時農民が躍っていたような激しい動きは好まず優雅さを好んだことから、ヴェラーを段々と上品化していき、ヴァラー、そしてワルツに発展していく。あまりの人気のため、ハプスブルク帝国は法律の改正を余儀なくされ、当初はチロル州でのみ、最終的にはオーストリア、そしてハプスブルク帝国全体で解禁される。
18世紀にはインスブルックやウィーンのホーフブルク王宮でも踊られるようになり、正式にハプスブルク宮廷文化に取り入れられるようになる。
この段階でヴェラーから別の発展を成し遂げて有名になったのがレントラーである。また今日も「チロルの夕べ」などで踊られているチロリアンダンスでもヴェラーのステップが歴史の面影として見られる。
国際的な場に初めてワルツが登場したのは1814年、「会議は踊る、されど進まず」で有名なウィーン会議でのことで、これを機にウィンナ・ワルツとして世界中に広まった。
舞曲としては19世紀前半のヨーゼフ・ランナーやヨハン・シュトラウス1世、さらにそれに続くヨハン・シュトラウス2世ら兄弟のウィンナ・ワルツが人気を博した。シュトラウス一家のワルツは、オーケストラによる演奏会用の作品としても有名である。
またロマン派の作曲家たちによって、どちらかというと舞曲ではない純粋の音楽作品としても多数作曲され、特にピアノによるものが有名である。このジャンルで最初のものは、カール・マリア・フォン・ウェーバーの『舞踏への勧誘』とされている（ワルツでなく形式に基づいて「ロンド」の名が付けられている）。続いてオーケストラ曲であるエクトル・ベルリオーズの『幻想交響曲』第2楽章「舞踏会」も有名であるが、これらは舞踏会の様子を表現した標題音楽的作品である。ベルリオーズは「回想録」においてウィンナ・ワルツの流行を「ドイツ以外の民衆が（ここでいうドイツの民衆とは主にオーストリア人やバイエルン人のこと）リズムの結合、または対照から時折起きる異常な魅力を理解できるとすれば、それはシュトラウス（ここではヨハン1世のこと）のおかげであろう」と記し、強い関心を寄せている。ドイツ風ワルツをもっとも積極的に自作に導入した外国人作曲家としては、ヨハン・シュトラウス2世より少し若い世代のチャイコフスキーがおり、彼はロシアのワルツ王と呼ばれることがある。一方、ショパンは出版社が自分の曲よりもワルツの出版を優先したことや、ウィーンで冷遇されたことなどから、ウィンナワルツについて「ウィーンの聴衆の堕落した趣味の証明」と批判している。もっとも、この批判が書かれた当時はヨハン・シュトラウス1世やランナーもまだまだ若書きの時代であり（ヨハン2世は生まれたばかり）、今日も演奏されるような彼らの代表作が書かれるのは後年である。
演奏会用の作品としては、有名なショパンの一連の作品に続き、リストやブラームスらのピアノ曲が書かれた。
その後、スペイン経由で中南米にもバルス (Vals) の名で導入された。
ジャズでは、「ワルツ」とは、ダンスのための音楽を意図しているかにかかわらず、3/4拍子の音楽を意味する。ダン＆ハーヴェイ・ジャズバンドの「ミズーリ・ワルツ」（1918年）やメンフィス・ジャグ・バンドの「ジャグ・バンド・ワルツ」や「ミシシッピ・ワルツ」）1928年）などの初期の例もあるが、それらは例外的な作品である。1955年以前はほとんどのジャズが2拍子だったからである。 クラシック作曲家であるドミトリー・ショスタコーヴィチがジャズの影響を受けて1938年に作曲した「ジャズ組曲」の中には「ワルツ」と言う題名の曲がある。1950年代初頭に「バップ・ワルツ」が登場し（1952年にセロニアス・モンクが「カロライナ・ムーン(Carolina Moon)」を、1956年にソニー・ロリンズが「ヴァルス・ホット(Valse Hot)」を録音）、ジャズでも3拍子が一般的になった。
民族音楽学者の小泉文夫は、三拍子の音楽は牧畜文化に由来し四拍子の音楽は稲作文化に由来するという仮説を唱えたことがある。
現代の日本では、3拍子の楽曲（例：天然の美、故郷、朧月夜、北帰行、知床旅情、人生劇場、王将、部屋とYシャツと私）や、テンポの遅い6/8拍子（例：北上夜曲、琵琶湖周航の歌、あざみの歌、早春賦）などもワルツに含める場合があり、歌謡曲ならば「ワルツ歌謡」と称したり、題名に「ワルツ」を付ける（例：芸者ワルツ、水色のワルツ、星影のワルツ、月のワルツ、乙女のワルツ）こともある。

## 作曲家と作品
（生年順に並べてある）
- 1797年 シューベルト - シューベルトのワルツの項を参照
- 1801年 ヨーゼフ・ランナー - ウィンナ・ワルツの項を参照
- 1804年 ヨハン・シュトラウス1世 - ウィンナ・ワルツの項を参照
- 1804年 ミハイル・グリンカ - 幻想的ワルツ
- 1810年 ショパン - 華麗なる大円舞曲、華麗なる円舞曲、小犬のワルツなど
- 1811年 リスト - メフィスト・ワルツ
- 1825年 ヨハン・シュトラウス2世 - 美しく青きドナウ、ウィーンの森の物語、皇帝円舞曲など多数。ウィンナ・ワルツの項を参照
- 1827年 ヨーゼフ・シュトラウス - 天体の音楽、わが人生は愛と喜び、オーストリアの村つばめなど多数。ウィンナ・ワルツの項を参照
- 1833年 ブラームス - ワルツ集（特に第15番が有名）
- 1835年 エドゥアルト・シュトラウス1世 - ウィンナ・ワルツの項を参照
- 1837年 ワルトトイフェル - 女学生、スケートをする人々など
- 1840年 チャイコフスキー - 交響曲第5番の第3楽章、くるみ割り人形より花のワルツ、眠りの森の美女よりワルツなど多数。
- 1843年 カール・ミヒャエル・ツィーラー - ウィンナ・ワルツの項を参照
- 1845年 ヨシフ・イヴァノヴィチ - ドナウ川のさざ波
- 1868年 フベンティーノ・ローサス - 波濤を越えて
- 1870年 フランツ・レハール - 金と銀など
- 1873年 アーチボルド・ジョイス - 秋の夢など
- 1875年 ラヴェル - 高雅で感傷的なワルツ、ラ・ヴァルスなど
- 1888年 フランシスコ・カナロ - 黄金の心
- 1914年 ピー・ウィー・キング - テネシーワルツ